# Ivan Konev
Ivan Stepanovitj Konev (russisk: Ива́н Степа́нович Ко́нев, tr. Iván Stepánovitj Kónev; født 28. december 1897 i Nikolskij ujezd, Vologda guvernement (nu Vologda oblast), Det Russiske Kejserrige, død 21. maj 1973 Moskva, Sovjetunionen) var en russisk officer og general før, under og efter 2. verdenskrig. Ved siden af Georgij Sjukov var Konev den ledende frontgeneral og ledede sovjetstyrkerne, helt fra Tyskland angreb Sovjetunionen i 1941 og til slaget om Berlin i april 1945.
Efter 2. verdenskrig er Konev blandt andet kendt for at lede styrkerne, som slog opstanden i Ungarn ned i 1956. Fra 1955 til 1960 var han ledende øverstbefalende i Den Røde Hær.